# Cylinder Nesslera

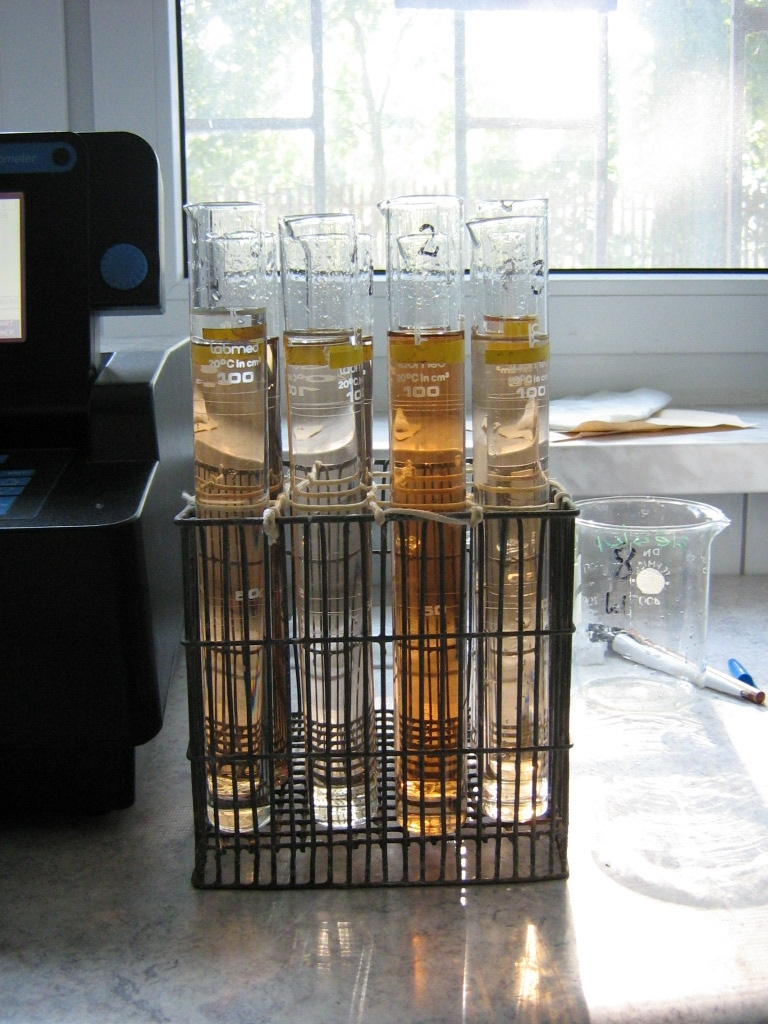
Oznaczanie żelaza metodą kolorymetryczną

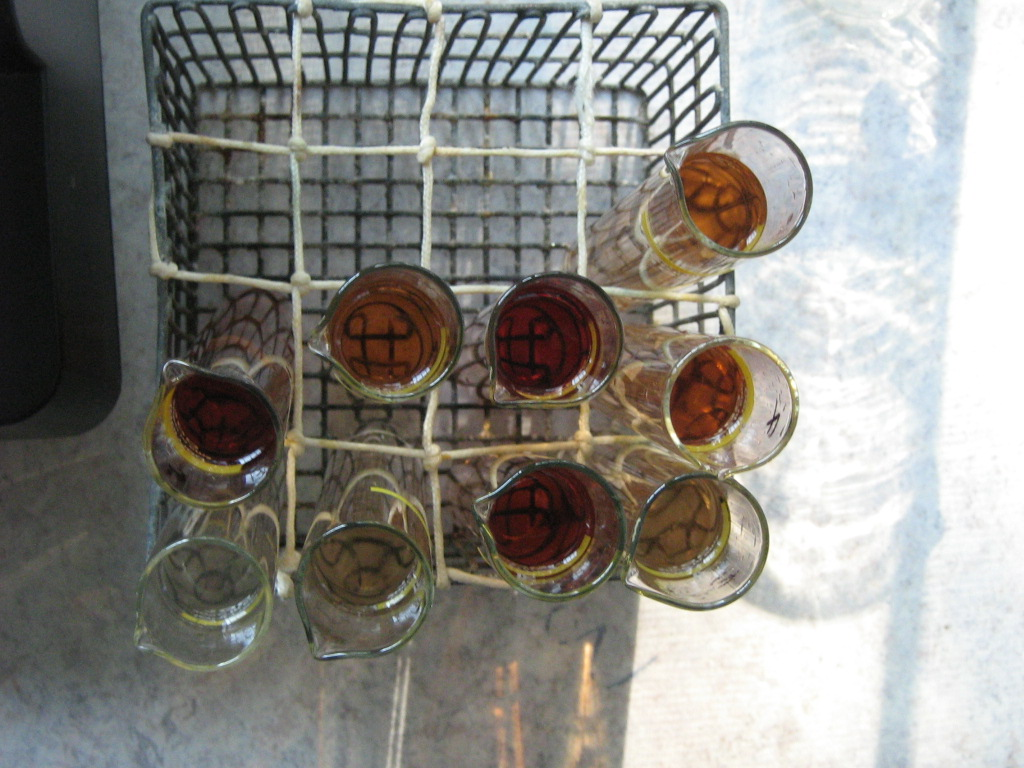
Oznaczanie żelaza metodą kolorymetryczną

Cylinder Nesslera – szklane naczynie laboratoryjne o ustalonej objętości. Na ściankach nie ma szczegółowej podziałki objętości (w odróżnieniu od cylindrów miarowych), zaznaczona jest jedynie kreska objętości nominalnej (najczęściej 100 cm³) i ewentualnie jej połowy (wówczas najczęściej 50 cm³). 

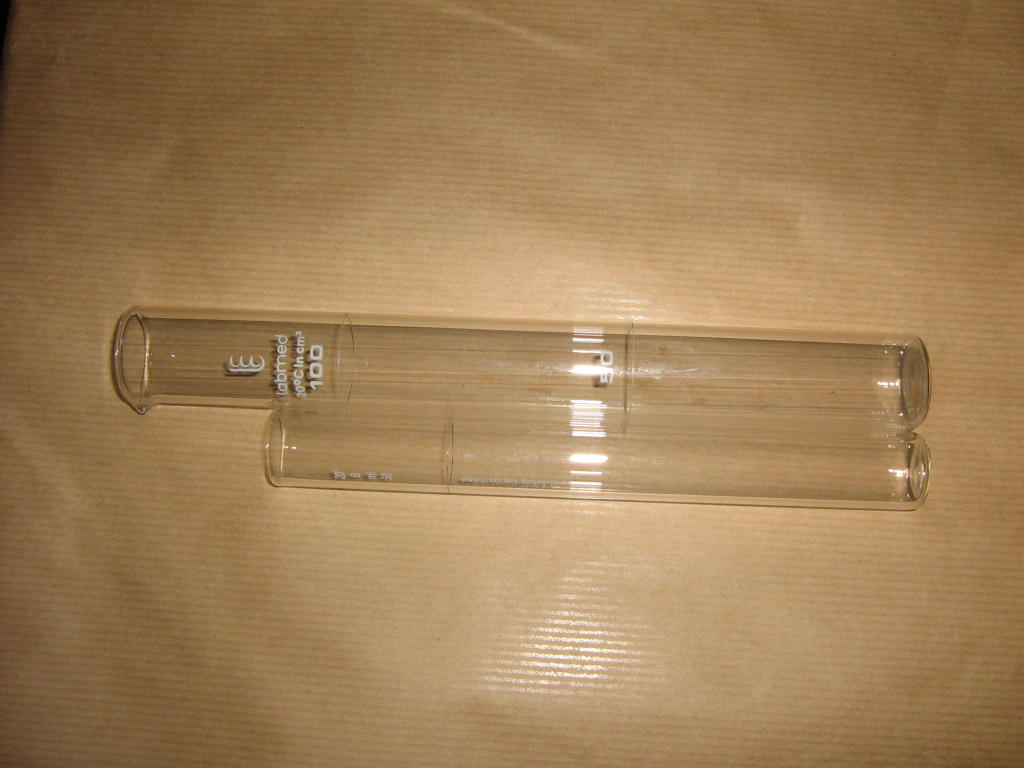
Cylindry Nesslera o pojemności 100 cm³ i 50 cm³

Cylinder Nesslera stosowany jest do analiz wykorzystujących metody kolorymetryczne. Barwę substancji zawartej w cylindrze Nesslera wzrokowo porównuje się ze wzorcem. Wzorcem może być przygotowany według przepisu roztwór analizowanej substancji o ściśle określonym stężeniu. Często wykonuje się serię roztworów wzorcowych o wzrastających stężeniach, która funkcjonuje jako skala porównawcza. Aby zminimalizować różnice w subiektywnym wrażeniu barwy roztworu analizowanej substancji, cylindry z jednej serii powinny mieć identyczne parametry – wysokość, średnicę i grubość szkła. Zasadniczo stosowane są trzy typy cylindrów:
- wysoki o pojemności 100 cm³ (ok. 375 mm wysokości, ok. 20–24 mm średnicy)

- niski o pojemności 100 cm³ (ok. 210 mm wysokości, ok. 30–34 mm średnicy)

- niski o pojemności 50 cm³ (ok. 300 mm wysokości, ok. 17–21 mm średnicy).

Parametry te (poza objętością) mogą się jednak znacznie różnić pomiędzy seriami.
Do cylindrów Nesslera podobne są cylindry Hehnera. Różnią się one tym, że są wyskalowane na całej wysokości, a w dolnej części mają kran, przez który upuszczany jest roztwór.
Obecnie ze względu na upowszechnienie automatycznych spektrofotometrów kolorymetryczne metody oznaczania przy użyciu cylindrów Nesslera i oceny wzrokowej są stosowane bardzo rzadko. Cylindry Nesslera nadal używane są jednak w sposób taki, jak probówki lub naczynia reakcyjne.